# Lichtheimia corymbifera
Lichtheimia corymbifera är en svampart som först beskrevs av Ferdinand Julius Cohn, och fick sitt nu gällande namn av Paul Vuillemin 1903. Lichtheimia corymbifera ingår i släktet Lichtheimia och familjen Lichtheimiaceae.   Inga underarter finns listade i Catalogue of Life.

## Bildgalleri

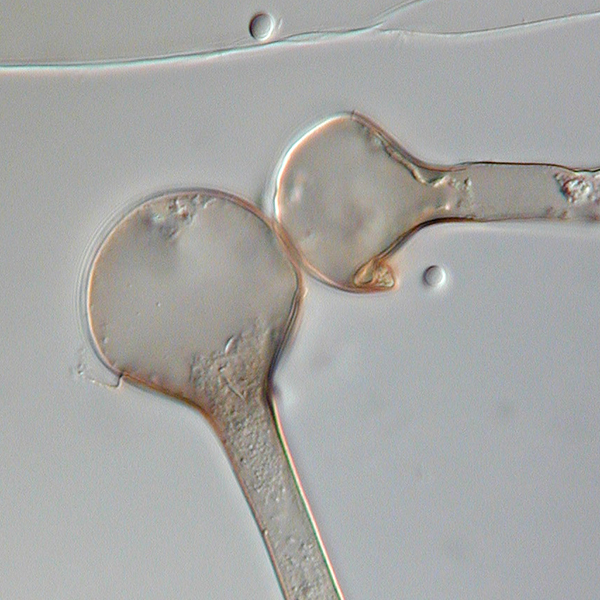